# عصب‌شناسی رفتاری
عصب‌شناسی رفتاری (به انگلیسی Neuroethology)، رویکرد تکاملی و مقایسه ای برای مطالعه رفتار حیوانات و تنظیم مکانیکی اساسی آن توسط سیستم عصبی است. این یک دانش میان رشته‌ای است که از ترکیب علوم اعصاب (مطالعه سیستم عصبی) و رفتارشناسی جانوری ethology (مطالعه رفتار حیوانات در شرایط طبیعی) بوجود می‌آید.
یک موضوع اصلی عصب‌شناسی رفتاری، که آن را از سایر شاخه‌های علوم اعصاب متمایز می‌کند این است که به جای بررسی رفتارهای مخصوص یک بیماری خاص یا آزمایشات تجربی، تمرکز آن بر رفتارهایی است که مورد توجه انتخاب طبیعی واقع شده‌اند (به عنوان مثال، یافتن همسران، پذیرش مغناطیسی به منظور جهت‌یابی و یافتن راه دقیق بدون نقشه و ابزار، بررسی شیوه حرکت جانوران در هنگام جابجا شدن، استتار و تقلید ظاهر و رفتاربرای فریب شکارچیان یا طعمه).
متخصصان عصب‌شناسی رفتاری امیدوارند که بتواند اصول کلی سیستم عصبی را از مطالعه رفتارهای غلو شده یا تخصصی شدهٔ حیوانات کشف کنند. آنها تلاش می‌کنند بفهمند که چگونه سیستم عصبی محرکهای مربوط به بیولوژیک را به رفتار طبیعی تبدیل می‌کند. به عنوان مثال، بسیاری از خفاش‌ها قادر به مکان‌یابی هستند که برای شکار طعمه و جهت‌یابی دقیق بکار می‌رود. سیستم شنوایی خفاش‌ها اغلب به عنوان نمونه ای از چگونگی تبدیل ویژگی‌های آکوستیک صداها به یک نقشه حسی از ویژگی‌های صوتی مربوط به رفتار استفاده می‌شود.

## اصول کلی و نظریه‌ها
عصب‌شناسی رفتاری، یک رویکرد چند رشته‌ای برای مطالعه رفتار حیوانات است که از رشته‌های مختلفی بهره می‌برد. رویکرد آن مبتنی بر این نظریه است که سیستم عصبی حیوانات به علت تطبیق یک گونه با یک شرایط خاص محیطی برای رفع مشکلات حسی و کنشی تکامل یافته و سیستم عصبی شان در زمینه مشکلاتی که برای حل آن تکامل یافته‌اند، بهتر درک می‌شوند.
مطابق با اصل کروگ، عصب شناسان رفتاری، اغلب حیواناتی را مطالعه می‌کنند که «متخصص» رفتاری هستند که محقق می‌خواهد مطالعه کند. به عنوان مثال زنبورهای عسل و رفتار اجتماعی، مکان‌یابی خفاش، محلی سازی صدای جغد (محلی سازی صدا به عنوان توانایی یک حیوان در شناسایی منشأ صدا در فاصله و جهت تعریف می‌شود) و غیره.
یورگ-پیتر اورت، پیشگام عصب‌شناسی رفتاری، در متن مقدماتی سال ۱۹۸۰ این رشته، مباحث مهمی را برای علم عصب‌شناسی رفتاری تجزیه و تحلیل می‌کند، که ممکن است گستره تحقیقات عصب‌شناسی رفتاری را دربرگیرد.
1. چگونه ارگانیسم، محرک‌ها را حس می‌کند؟
2. چگونه محرک‌های محیطی بیرونی در سیستم عصبی منعکس می‌شوند؟
3. چگونه سیستم عصبی اطلاعات مربوط به محرک را جمع‌آوری، حفظ و به خاطر می‌آورد؟
4. چگونه شبکه‌های عصبی الگوهای رفتاری را رمزگذاری می‌کنند؟
5. چگونه سیستم عصبی رفتار را هماهنگ و کنترل می‌کند؟
6. چگونه سیستم‌های عصبی با رشد توأم ژنتیکی رفتار، ارتباط دارند؟

تکنیک‌های تطبیقی و مقایسه ای، با بهره‌گیری از اطلاعات مربوط به سیستمهای عصبی، آناتومی، تاریخچه زندگی، رفتارها و روشهای محیطی (تطبیق یک گونه با یک شرایط محیطی خاص) موجودات، اغلب برای حل سوالات عصب – رفتارشناسی ضروری هستند. در حالی که انواع مختلفی از آزمایشات نوروبیولوژی باعث ایجاد سوالات رفتاری می‌شود، بسیاری از متخصصان عصب‌شناسی رفتاری، اغلب برنامه‌های تحقیقاتی خود را با مشاهده و مطالعه رفتار یک گونه در محیط طبیعی آن آغاز می‌کنند.
تکنیک شناسایی سیستم‌ها که در مهندسی رایج است، تکنیک دیگری برای مطالعه سیستم‌های عصبی است. هدف این است که سیستم را با یک محرک غیرطبیعی که دارای ویژگی‌های خاصی است فعال کنید. از پاسخ سیستم به محرک می‌توان برای تجزیه و تحلیل عملکرد سیستم استفاده کرد. این روش برای سیستم‌های خطی مفید است، اما سیستم عصبی به‌طور معمول غیرخطی است و متخصصان مغز و اعصاب معتقدند که این روش محدودیت دارد.
آزمایشات در سیستم شنوایی با تأیید این مفهوم، نشان می‌دهد که با استفاده از دانش بدست آمده از بررسی واکنشهای ناشی از زنگ‌های خالص (یکی از محرکهای غیرطبیعی مورد علاقه متخصصان نوروفیزیولوژی و اعصاب شنوایی) نمی‌توان پاسخهای عصبی به اصوات پیچیده مانند تماسهای اجتماعی به دلیل غیر خطی بودن سیستم، پیش‌بینی کرد.
عصب‌شناسی رفتاری مدرن تا حد زیادی تحت تأثیر تکنیک‌های تحقیقاتی استفاده شده‌است. رویکردهای عصبی ذاتاً متنوع هستند، همان‌طور که توسط طیف گسترده‌ای از سوالات مطرح شده، تکنیک‌های اندازه‌گیری اعمال شده، همبستگی‌های بررسی شده و سیستم‌های مدل اعمال شده دیده می‌شود. تکنیک‌های مورد استفاده از سال ۱۹۸۴ شامل استفاده از رنگهای داخل سلولی است که اجازه نقشه‌برداری از سلولهای عصبی قابل شناسایی را می‌دهد و استفاده از برشهای مغزی که امکان نظارت بهتر بر مغز مهره داران را از طریق الکترودهای داخل سلول فراهم می‌کند Hoyle 1984
علوم اعصاب محاسباتی ، ژنتیک مولکولی، عصب‌شناسی غدد درون ریز و اپی ژنتیک در حال حاضر رشته‌هایی هستند که ممکن است عصب‌شناسی رفتاری در آنها قدم بگذارد. به دلیل کاربردهای عملی آن در رباتیک، علم فعلی مدل‌سازی عصبی ممکن است در قلمرو عصب‌شناسی رفتاری گسترش یابد. در همه اینها، عصب شناسان رفتاری باید از میزان سادگی مناسب برای هدایت مؤثر تحقیقات به سمت اهداف عصب‌شناسی رفتاری استفاده کنند.
منتقدان عصب‌شناسی رفتاری ممکن است آن را شاخه ای از علوم اعصاب در رابطه با «چیزهای بی‌اهمیت حیوانات» بدانند.
گرچه مباحث عصب‌شناسی رفتاری معمولاً سیستم‌های مدل نوروبیولوژی سنتی نیستند مانند Drosophila , C. elegans یا Danio rerio)، اما تکنیک‌های عصب‌شناسی رفتاری با تأکید بر روش‌های مقایسه ای، بسیاری از مفاهیم اصلی در علوم اعصاب مانند مهار جانبی (پدیده ای است که در آن پاسخ یک نورون به یک محرک توسط تحریک یک نورون همسایه مهار می‌شود)، تشخیص تصادف در زمینه نوروبیولوژی (طی آن یک نورون یا یک مدار عصبی می‌تواند اطلاعات را با تشخیص وقوع سیگنال‌های ورودی زمانی نزدیک اما فضایی توزیع شده رمزگذاری کند) و نقشه‌برداری حسی را برای علوم اعصاب به‌طور کلی کشف کرده‌اند.
رشته عصب‌شناسی رفتاری همچنین تنها رفتار مهره داران را که مدار کامل عصبی برای آن توصیف شده‌است را کشف و توضیح داده‌است مثل پاسخ اجتناب از پارازیت {رفتاری است که توسط برخی از گونه‌های ماهی‌های الکتریکی ضعیف انجام می‌شود. و زمانی اتفاق می‌افتد که دو ماهی الکتریکی با تخلیه موج با هم روبرو می‌شوند، اگر فرکانس تخلیه آنها بسیار شبیه باشد، هر ماهی فرکانس تخلیه خود را تغییر می‌دهد تا اختلاف بین فرکانس تخلیه دو ماهی را افزایش دهد. با این کار، هر دو ماهی مانع از ایجاد حس تصورات الکتروشیمیایی (برداشت مجدد یا الکتروژن توانایی بیولوژیکی در درک محرک‌های الکتریکی طبیعی است) می‌شوند.}
عصب‌شناسی رفتاری علاوه بر مشارکت مشارکت‌های مفهومی و فکری، به‌طور غیر مستقیم در پیشرفت سلامت انسان نیز نقش دارد. با درک سیستم‌های عصبی ساده‌تر، بسیاری از پزشکان از مفاهیم کشف شده توسط عصب‌شناسی رفتاری و سایر شاخه‌های علوم اعصاب برای توسعه درمان بیماری‌های مخرب انسان استفاده کرده‌اند.

## تاریخچه
عصب‌شناسی رفتاری تا حدودی مدیون شناخت اخلاق‌شناسی به عنوان علمی متمایز در حیوان‌شناسی است. اگرچه ارسطو (۳۸۴–۳۴۲ پیش از میلاد) دربارهٔ رفتار حیوانات تحقیق کرد، اما در اوایل قرن بیستم بود که اخلاق‌شناسی از علوم طبیعی (یک مطالعه کاملاً توصیفی) و بوم‌شناسی متمایز شد. مطالعات و نوشتارهای کنراد لورنز و نیکو تینبرگن نیروهای محرک اصلی این تمایز جدید بودند.
کنراد لورنز در سال ۱۹۰۳ در اتریش متولد شد و بیشتر به خاطر ایجاد مفهوم الگوهای کنش ثابت FAP شهرت دارد: پاسخهای درون زا و رفتارهای غریزی شامل یک سری حرکات پیچیده‌است که توسط نوع خاصی از محرک‌ها فعال می‌شوند ("آزاد می‌شوند"). حتی اگر محرک اولیه برداشته شود، این روند همیشه به سمت کامل شدن پیش می‌رود.
مشخصه یک گونه معین است و تقریباً توسط همه اعضا انجام می‌شود، لورنز «مدل هیدرولیک» معروف خود را برای شرح این مفهوم، و همچنین ایده انرژی خاص عمل، یا تحریک کردن (یک منبع فرضی انرژی انگیزشی در درون ارگانیسم که با برخی از واکنشهای رفتاری خاص یادنگرفته، و به عنوان الگوهای کنش ثابت در اخلاق‌شناسی کلاسیک شناخته می‌شوند) ساخته‌است.
نیکو تینبرگن در سال ۱۹۰۷ در هلند متولد شد و برای ایجاد فرضیه FAP با لورنز همکاری کرد. تحقیقات آنها با توجه به پاسخ بازگرداندن تخم غاز سرگردان توسط غازهای ماده به لانه انجام شده‌است، که غاز حتی سعی در بازگرداندن تخم مرغ یا توپ گلف که حالت چرخش (سرگردان) داشته را انجام می‌دهد این مثالی است از رفتاری که به عنوان الگوی عملی ثابت توصیف شده‌است. تینبرگن مطالعه قابل توجهی در مورد مکانیزمهای رهاسازی برخی از FAPها انجام داد و سیستم مدل وی رفتار ناخوشایند جوجه‌های گل شاه ماهی اروپایی (مرغ دریایی اروپایی) مثل نوک زدن برای غذا و تماس پچ پچ برای جلب توجه والدین بود. ایده محرک ماوراءالطبیعه در نتیجه این امر بوجود آمد. تینبرگن همچنین به دلیل چهار سؤال که به اعتقاد او محققان علوم اخلاقی باید در مورد هر نوع رفتار حیوانی بپرسند، کاملاً شناخته شده‌است، از جمله اینها مکانیسم رفتار در سطح فیزیولوژیکی، عصبی و مولکولی است، و این سؤال ممکن است به عنوان سؤال اساسی در عصب‌شناسی رفتاری باشد. تینبرگن همچنین بر اهمیت همکاری بین متخصصان علوم اخلاق و متخصصان نوروفیزولوژی در مطالعات خود، که به واقعیتی در رشته عصب‌شناسی رفتاری تبدیل شده‌است، تأکید کرده‌است.
برخلاف رفتارگرایی، که واکنش حیوانات به محرک‌های غیرطبیعی را در یک محیط آزمایشگاهی تجزیه و تحلیل می‌کند، اخلاق‌شناسی سعی کرده‌است رفتارهای طبیعی حیوانات را دریک زمینه درست دسته‌بندی و ارزیابی کند. به همین ترتیب، عصب‌شناسی رفتاری بنیان عصبی رفتارهای خود به خودی را بررسی می‌کند و سوالاتی را مطرح کرد و تلاش می‌کند تا وضعیت طبیعی را تا آنجا که ممکن است در آزمایشگاه تکرار کند.
اگرچه توسعه علم اخلاق به عنوان یک رشته متمایز برای ظهور عصب‌شناسی رفتاری بسیار مهم بود، اما توسعه دانش کاملتر علوم اعصاب به همان اندازه مهم بود. رامون و کاژال (متولد ۱۸۵۲)، متخصص مغز و اعصاب یا نوروآناتومیست اسپانیایی و فیزیولوژیست‌هایی مانند چارلز شرینگتون، ادگار آدریان، آلن هوچکین و اندرو هاکسلی همگی در این دانش جدید سهیم بودند. چارلز شرینگتون که در سال ۱۸۵۷ در انگلستان متولد شد، بیشتر به خاطر تحقیقاتش در مورد سیناپس نورون به عنوان محل انتقال تکانه عصبی و همچنین کار بر روی رفلکس‌های نخاع مشهور است.
تحقیقات وی همچنین او را به این فرضیه رساند که هر فعال سازی عضلانی با مهار عضله مخالف همراه است. در سال ۱۹۳۲، وی جایزه نوبل فیزیولوژی یا پزشکی را به همراه لرد ادگار آدریان، که اولین ضبط‌های فیزیولوژیکی فعالیت مغز را از رشته‌های عصبی منفرد انجام داد، دریافت کرد. آلن هاچکین و اندرو هاکسلی (به ترتیب متولد ۱۹۱۴ و ۱۹۱۷ در انگلستان) بخاطر تلاش مشترکشان برای توضیح شکل‌گیری پتانسیلهای عمل در آکسونهای غول پیکر مرکب معروف هستند. این زوج همچنین فرضیه حضور کانال‌های یونی را برای کمک به شروع پتانسیل‌های عمل پیشنهاد کردند و در سال ۱۹۶۳ جایزه نوبل را به خاطر تلاشهایشان‌هایشان دریافت کردند. در نتیجه این مطالعه پیشگامانه، بسیاری از دانشمندان سعی کردند ویژگی‌های فیزیولوژیکی سیستم عصبی و حسی را با رفتارهای خاص مرتبط کنند.
این دانشمندان - کارل فون فریش، اریش فون هولست و تئودور بولاک - به عنوان «پدران» عصب‌شناسی رفتاری شناخته می‌شوند. با این حال، فقط در دهه ۱۹۷۰ و ۱۹۸۰ بود که عصب‌شناسی رفتاری واقعاً ظاهر شد، هنگامی که روشهای جدید و پیشرفته تجربی محققانی مانند ماساکازو کونیشی، والتر هایلیگنبرگ، یورگ-پیتر اورت و دیگران را قادر به کشف شبکه‌های عصبی را داد که رفتارهای قابل تأیید را بررسی می‌کنند.

## عصب ناسی رفتاری مدرن
انجمن بین‌المللی عصب‌شناسی رفتاری، که به مناسبت انستیتوی مطالعات پیشرفته ناتو "پیشرفت در عصب‌شناسی رفتاری مهره داران " (۱۳ تا ۲۴ اوت ۱۹۸۱) توسط J. -P. اورت، دی جی Ingle و R.R. Capranica، در دانشگاه Kassel در Hofgeismar، آلمان برگزار شد (ایجاد شده‌است، رشته فعلی عصب‌شناسی رفتاری را نشان می‌دهد (رجوع کنید به گزارش Trends in Neurosci. 5: 141-143،۱۹۸۲ اولین رئیس آن تئودور اچ بولاک بود. از زمان کنفرانس اولیه خود در توکیو در سال ۱۹۸۶، این گروه هر سه سال یکبار تشکیل جلسه داده‌است.
عضویت آن از بسیاری از برنامه‌های تحقیقاتی مختلف در سراسر جهان گرفته شده‌است، بسیاری از اعضای آن دانشجویان و اعضای هیئت علمی از دانشکده‌های پزشکی و بخش‌های مغز و اعصاب در موسسات مختلف هستند.
پیشرفت‌های مدرن در تکنیک‌های نوروفیزیولوژی، روشهای دقیق تر را در انواع مختلف سیستم‌های حیوانی فعال و مجاز کرده‌است، زیرا محدودیت‌های اندازه به‌طور قابل ملاحظه ای برطرف شده‌اند. بررسی جدیدترین موضوعات هم‌اندیشی کنفرانس ISN در کنگره ۲۰۰۷ ایده ای در مورد گستردگی این رشته ارائه می‌دهد:
· جنبه‌های حافظه مکانی که قابل مقایسه هستند (جوندگان، پرندگان، انسان‌ها، خفاش‌ها)
· اثرات مراکز پردازش بالاتر در سنجش فعال (پستانداران، جغدها، ماهی‌های الکتریکی، جوندگان، قورباغه‌ها)
· تولید آهنگ و یادگیری در پرندگان passerine مرغ آوازخوان از راسته گنجشک‌سانان
· رفتار اجتماعی در نخستی‌ها
· عملکرد سیستم حسی در بهترین حالت (مگس، پروانه، قورباغه، ماهی)
· اثر پیچیدگی اعصب بر رفتار (حشرات، علم محاسبه)
· تأثیر ژن‌ها بر رفتار (مگس سرکه، زنبورهای عسل، گورخر ماهی)
· حرکت سر و چشم (سخت پوستان، انسانها، ربات ها؟)
· اثرات هورمونها بر مغز و رفتار (جوندگان، نخستیها، ماهی، قورباغه‌ها و پرندگان)
· شناخت حشرات، ظرفیت‌های ذهنی و مطالعه این ظرفیت‌ها (زنبور عسل)

## کاربرد در فناوری
از طریق دانش عمیق‌تر در مورد رفتار حیوانات، عصب‌شناسی رفتاری می‌تواند به پیشرفت‌های تکنولوژیکی کمک کند. مطالعه حیوانات ساده و مشابه منجر به ایجاد سیستم‌های مدل شد که سپس به انسان تعمیم داده شدند. به عنوان مثال، نقشه فضای قشر عصبی کشف شده در خفاش‌ها، قهرمان تخصصی شنوایی و پیمایش، مفهوم نقشه‌های محاسباتی را روشن کرد. (نقشه‌های محاسباتی نشان دهنده دامنه ارزش پارامترهای مهم برای حیوان است و ممکن است به‌طور متفاوتی نمایش مقادیر با اهمیت خاص را بزرگ کنند. تنظیم تک تک نورونها برای مقادیر یک پارامتر نقشه‌برداری در مقایسه با محدوده نقشه وسیع آن، است)
علاوه بر این، یافتن نقشه فضایی جغد انباری منجر به اولین نمونه عصبی از مدل جفرس شد. این مفهوم ممکن است برای درک مکان‌یابی فضایی در انسان، یکی از بستگان پستانداران خفاش استفاده شود. امروزه تخصص عصب‌شناسی رفتاری به‌طور فزاینده ای در فناوری‌های جدید استفاده می‌شود. به عنوان مثال، Randall Beer و همکارانش، الگوریتم‌های به دست آمده از رفتار راه رفتن حشرات را برای ساختن ربات‌هایی که می‌توانند در زمین‌های ناهموار راه بروند، به کار گرفتند (Beer و دیگران). کمک‌های دو طرفه توسط عصب‌شناسی و فناوری انجام می‌شود.
متخصصان عصب‌شناسی رفتاری تلاش می‌کنند تا یک رفتار بر اساس عصب را همان‌طور که در زیستگاه طبیعی یک حیوان اتفاق می‌افتد درک کنند، اما تکنیک‌های تجزیه و تحلیل عصبی فیزیولوژیکی مبتنی بر آزمایشگاه هستند و نمی‌توانند در محیط انجام شوند.
اختلاف بین تحقیقات میدانی و آزمایشگاهی یک مشکل برای عصب‌شناسی رفتاری است. آزمایش‌ها باید برای کنترل و دقت عینی از دیدگاه فیزیولوژی مغز و اعصاب، بر خلاف نظر علم اخلاق‌شناسی، برنامه‌ریزی شود، که مستلزم آن است که آزمایش در وضعیت طبیعی حیوان قابل اجرا باشد، که کنترل نشده یا تحت پویایی محیط می‌باشد.
یک نمونه اولیه از این موارد زمانی بود که والتر رودولف هس روش تحریک کانونی مغز را برای بررسی کنترل عملکردهای رویشی مغز گربه علاوه بر سایر رفتارها ایجاد کرد.
حتی اگر این یک پیشرفت در ظرفیت‌ها و تکنیک‌های فناوری بود، بسیاری از متخصصان عصب‌شناسی رفتاری در ابتدا از آن استفاده نکردند، زیرا این امر باعث اختلال در وضعیت طبیعی گربه می‌شود و بنابراین، به نظر آنها، ارزش این آزمایشات در رابطه با موقعیت‌های واقعی کاهش می‌یابد.
هنگامی که موانع فکری از این قبیل برطرف شد، با تکیه بر انواع ساده و قوی رفتار، و با استفاده از روشهای عصبی زیست‌شناسی جدید برای بررسی کل زنجیره مکانیسم‌های حسی و عصبی که زیربنای این رفتارها است، به دوره طلایی عصب‌شناسی رفتاری منجر شد (Zupanc 2004)
امروزه متخصصان عصب‌شناسی رفتاری به لطف پیشرفت تکنولوژی، می‌توانند الکترودها را حتی به حساس‌ترین مناطق مغز یک حیوان در حالی که با محیط زندگی خود در تعامل است متصل کنند. با استفاده از فناوری و طراحی نوآورانه تجربی، بنیانگذاران علم عصب‌شناسی رفتاری، با ترکیب فناوری و طراحی تجربی نوآورانه این دانش را آغاز کردند.
از آن زمان، حتی پیشرفت‌های غیرمستقیم فناوری، مانند دستگاه‌های باتری دار و ضدآب، متخصصان عصب‌شناسی رفتاری را قادر می‌سازد تا هنگام مطالعه عینی رفتارها، شرایط طبیعی را در آزمایشگاه شبیه‌سازی کنند. علاوه بر این، وسایل الکترونیکی لازم برای تقویت تکانه‌های مغز و انتقال آنها در یک فاصله معین به دانشمندان علوم اعصاب این امکان را داده‌است تا داده‌های رفتاری و فعالیت حیوانات را در محیطهای طبیعی ثبت کنند.
انجام فعالیتها فناوریهای نوظهور می‌توانند عصب‌شناسی رفتاری را تکمیل کنند، و باعث افزایش دوام یک دیدگاه مهم در مورد نوروفیزیولوژی طبیعی شود. فناوری‌های نوظهور می‌توانند مکمل عصب‌شناسی و تقویت کننده دستیابی به دیدگاه مهم نوروفیزیولوژی طبیعی باشند. چالش دیگر و شاید بخشی از زیبایی علم عصب‌شناسی رفتاری، طراحی آزمایشی است. معیارهای عصب شناسیرفتاری به علت قابل اعتماد بودن این آزمایشات با ارزش هستند زیرا این اکتشافات بیانگر رفتار در محیط‌هایی است که در آن تکامل یافته‌اند. متخصصان عصب‌شناسی رفتاری با استفاده از فناوری‌ها و روش‌های جدید که محیط‌های طبیعی را تقلید می‌کنند، مانند علوم اعصاب محاسباتی، عصب و غدد درون ریز و ژنتیک مولکولی، پیشرفت‌های آینده را پیش‌بینی می‌کنند.

## مطالعات موردی

### پاسخ اجتناب از پارازیت JAR
در سال ۱۹۶۳، Akira Watanabe و Kimihisa Takeda رفتار پاسخ اجتناب از پارازیت را در ماهی چاقوKnifefish Eigenmannia sp کشف کردند. با همکاری T.H. بولاک و همکارانش، تحقیق در این رفتار بیشتر توسعه یافت. سرانجام، W. Heiligenberg با بررسی مجموعه ای از اتصالات عصبی که منجر به این رفتار شد، آن را به یک تحقیق و مطالعه جامع عصب‌شناسی رفتار تبدیل کرد.
Eigenmannia ماهی ضعیف‌الکتریکی است که می‌تواند از طریق الکتروسیت‌های دم خود تخلیه الکتریکی ایجاد کند. علاوه بر این، می‌تواند با ارزیابی تغییرات در میدان الکتریکی خود را دارد.
با این حال، هنگامی که فرکانس جریان ماهی همسایه بسیار نزدیک باشد (اختلاف کمتر از ۲۰ هرتز)، ماهی از ایجاد تداخل در سیگنال‌های خود از طریق پاسخی معروف به پاسخ اجتناب از پارازیت جلوگیری خواهد کرد.
اگر فرکانس همسایه از فرکانس ماهی بیشتر باشد، ماهی فرکانس خود را کاهش می‌دهد و بالعکس. نشانه تفاوت فرکانس با بررسی الگوی «ضربان» تداخل ورودی، که ترکیبی از الگوهای تخلیه دو ماهی است، پیدا می‌شود.
متخصصان عصب‌شناسی رفتاری چندین آزمایش را تحت شرایط طبیعی Eigenmannia انجام دادند تا چگونگی این تفاوت فرکانس را بررسی کنند. آنها با تزریق کورار (نام رایجی برای چندین نوع عصارهٔ گیاهی آلکالوئید است که برای سمی کردن نوک نیزه‌ها به کار می‌رود است) که باعث جلوگیری از تخلیه اندام الکتریکی طبیعی ماهی می‌شود، تخلیه الکتریکی ماهی را دستکاری کردند.
سپس الکترودها در دهان و نوک دم، آن قرار گرفت. به همین ترتیب، میدان الکتریکی ماهی همسایه با استفاده از مجموعه دیگری از الکترودها ایجاد شد. متخصصان عصب‌شناسی رفتاری با تغییر فرکانس‌های مختلف تخلیه، رفتار ماهی را در این آزمایش بررسی کردند.
آنها توانستند از داده‌ها استنباط کنند که فرکانس میدان الکتریکی، به جای اندازه‌گیری فرکانس داخلی، به عنوان مرجع استفاده شده‌است. این آزمایش قابل توجه است زیرا نه تنها فرایند حیاتی اعصاب را نشان می‌دهد که این رفتار بر اساس آن است، بلکه همچنین اهمیت تمرکز متخصصان عصب‌شناسی رفتاری بر مطالعه حیوانات در زیستگاه‌های طبیعی را برجسته می‌کند.

### تجزیه و تحلیل ویژگی بینایی وزغ
یورگ-پیتر اورت اولین کسی بود که شناسایی طعمه و شکار توسط وزغ را بررسی کرد.
وی ابتدا با بررسی رفتار طبیعی شکار توسط وزغ معمولی (بوفو بوفو) تعیین کرد که حیوان توالی رفتاری را انجام می‌دهد، که شامل تعقیب کردن طعمه، تمرکز دو چشمی، چسباندن زبان و ضربه ناکهانی و محکم زدن، بلعیدن و دهان پاک کردن است. با این حال، در ابتدا، فعالیت‌های وزغ بر اساس برخی ویژگی‌های تحریک حس ورودی (حسی است که با فعال شدن یک یا چند حس خود دریافت می‌کنید) انجام می‌شود، از جمله اینکه آیا محرک وزغ از نوع کرم است یا غیر کرم.
(برای اطلاعات بیشتر اینجا کلیک کنید)
پیکربندی کرم، که به عنوان طعمه است، با حرکت در امتداد محور طولی یا افقی اندام (از سر به پا) آغاز می‌شود، در حالی که پیکربندی غیر کرم، که نشانگر شکارچی است، با حرکت در امتداد محور کوتاه آغاز می‌شود. Zupanc (2004)
برای بررسی واکنش رفتار شکارچی در مقابل طعمه، اورت و همکارانش از چندین روش استفاده کردند. دانشمندان آنها الکترودهایی را در مغز وزغ قرار دادند که در معرض محرک‌های کرم یا غیر کرم بود و این مطالعات را انجام و ضبط کردند.
این تکنیک در سطوح مختلف سیستم بینایی تکرار شد، و همچنین امکان شناسایی آشکارسازهای ویژه را فراهم آورد. تمرکز مطالعه بر روی شناسایی سلولهای عصبی انتخاب شده در ناحیه بینایی طعمه و ردیابی آکسونهای آن به سمت سلولهای تولیدکننده الگوی ضربه و پرتاب محکم زبان در هسته هایپوگلاسال (عصب هایپوگلاسال عمدتاً عصبی سوماتیک برای عصب رسانی عضله زبان است) می‌باشد.
الگوی تخلیه نورون‌های شکمی انتخاب کننده طعمه در پاسخ به طعمه، در وزغ‌های متحرک آزاد، رفتارهای شکارچی مانند "قاپیدن طعمه " مثل ضربه و پرتاب محکم زبان را " پیش بینی " می‌کند. روش دیگری که به عنوان آزمایش تحریک شناخته می‌شود، در وزغهای متحرک آزاد استفاده شد این است که محرکهای الکتریکی متمرکز را به مناطق مختلف مغز وزغ اعمال و پاسخ وزغ را مشاهده کردند. وزغ واکنش فرار را هنگام تحریک ناحیه تالامیک- پرکتکتال نشان داد، اما هنگامی که تکتوم در ناحیه ای نزدیک نورونهای انتخاب کننده طعمه تحریک شد، وزغ درگیر رفتار شکار طعمه شد. علاوه بر این، آزمایشات نوروآناتومی (مطالعه ساختار و سازماندهی دستگاه عصبی) انجام شد که در آن پیوند تالامیک-پریتکتوم (pretectum از اپی تالاموس مشتق شده و در مغز میانی در مرز تالاموس قرار دارد) / رکتوم یا گلیومای بافتی (نوع فرعی از گلیومای ساقه مغز مغز میانی است)، وزغ را از بین برده و کمبود ناشی از آن به‌صورت زیر مشاهده شد:
ویژه گیهای انتخاب کنندهٔ طعمه در هر دو پاسخ نورون‌های انتخاب کننده طعمه و رفتار گرفتن طعمه از بین رفت. این آزمایشات و آزمایشات دیگر حاکی از آن است که انتخاب طعمه تحت تأثیر عوامل پیش-بافتی pretecto-tectal است.
اورت و همکارانش در وزغ‌ها نشان دادند که راه‌های واسطه ای برای پاسخ به محرک وجود دارند که دریافت (محرک‌های علایم بینایی) را به عمل (پاسخ‌های رفتار کافی) تبدیل می‌کنند. همچنین حلقه‌های تعدیل کننده ای وجود دارند که شروع به بهبود یا تصریح مدیتیشن یا میانجی (پادرمیانی یک فرایند ساختاری و تعاملی است که در آن شخص ثالث بی‌طرف به طرف‌های اختلاف کمک می‌کند) می‌کنند.
به عنوان مثال، در مورد دوم، جسم مخطط قدامی دمی مغز پیشین، در یک دروازه حلقه ای که با واسطه به روشی جهت دار به محرک پاسخ می‌دهد، درگیر می‌شود.
از طرف دیگر، پالیوم میانی شکمی (پالیوم شکمی از بخشی از قشر بویایی) تلنسفالیک ("primordium hippocampi") (آغازه هیپوکمپ) درگیر حلقه‌هایی که هر یک از این دوتا، بهبود انتخاب طعمه در نتیجه یادگیری تداعی (یادگیری تداعی یک اصل یادگیری است که بیان می‌کند ایده‌ها و تجارب یکدیگر را تقویت می‌کنند و می‌توانند از نظر ذهنی با یکدیگر مرتبط شوند) یا تصریح انتخاب طعمه به دلیل یادگیری غیر تداعی، است.

## عصب‌شناسی رفتاری محاسباتی
عصب‌شناسی رفتاری محاسباتی (CN [9] یا CNE [10]) مطالعه مکانیسم‌های عصبی زمینه‌ساز رفتار حیوانات با استفاده از رایانه است.
آچاکوسو و یاماموتو همراه با عبارت «رفتارشناسی مصنوعی»، برای اولین بار عبارت «عصب‌شناسی رفتاری محاسباتی» را بر اساس کارهای پیشگامانه خود در مورد اتصال سلولهای الگانس در سال ۱۹۸۹ در انتشارات دیگر در سال ۱۹۹۲، در بهار ۱۹۹۰ در مقاله ای منتشر کردند.
بعداً در سال ۱۹۹۰، عبارت عصب‌شناسی رفتاری محاسباتی توسط راندال بیر و دیو کلیف به‌طور عمیق مورد بحث قرار گرفت که هر دونفر تأثیر عمده مدل رایانه ای و محاسباتی Rana Computatrix مایا اربیب در مکانیسم‌های عصبی برای هدایت بصری در قورباغه‌ها و وزغ‌ها را تصدیق کردند.
سیستم‌های CNE در یک محیط حلقه بسته کار می‌کنند، به این معنی که آنها محیط اطرافشان (شاید مصنوعی) را بجای ورودی داده‌های انسان، مستقیماً دریافت می‌کنند، همان‌طور که در سیستم‌های هوش مصنوعی AI معمول است.
به عنوان مثال، بارلو و دیگران یک مدل وابسته به زمان برای شبکیه خرچنگ نعل اسب Limulus polyphemus روی یک سری ابر رایانه‌های کاملاً موازی مدل CM-2 ایجاد کردند. آنها به جای تغذیه شبکیه مدل با سیگنالهای ورودی ایده‌آل، این شبیه‌سازی را در معرض توالی‌های ویدئویی دیجیتالی) ویدئو دیجیتال دنباله ای از سیگنالهای تصویر (فریم) است که با داده‌های باینری (بیت) نشان داده می‌شود که مجموعه محدودی از سطح رنگ و درخشندگی را توصیف می‌کند. (ساخته شده در زیر آب قرار دادند و پاسخ آن را با پاسخ حیوانات واقعی مقایسه کردند.